# ألياف اللثة
ألياف اللثة هي ألياف النسيج الضام التي تسكن أنسجة اللثة المجاورة للأسنان وتساعد في تثبيت الأنسجة بقوة على الأسنان. وهي تتكون بشكل أساسي من النمط الأول من الكولاجين، إلا أن ألياف الكولاجين من النوع الثالث موجودة أيضًا.